# Kjøfjord
Der Kjøfjord (samisch Njávdánvuotna) ist ein Fjordarm des Varangerfjords in Sør-Varanger im Fylke Finnmark in Norwegen. Der Fjord erstreckt sich über 32 km nach Südwesten bis zum Ort Munkefjord an der Spitze des Munkefjords.
Der Fjord mündet zwischen Čoahkenjárga im Westen und der Insel Kjøøya im Osten. Die äußere Hälfte des Fjords verläuft längst der Westseite der Insel Skogerøya. An diesem Teil des Fjords liegen nur verstreute Siedlungen, von denen keine einen Straßenanschluss hat. Hier befindet sich der Spurvfjord, ein kleiner Seitenarm auf der Westseite.
Der innere Teil des Fjords, wo Skogerøya endet und der Fjord durch das Festland verläuft, wird auch Neidenfjord genannt. Hier ist die Ostseite etwas dichter besiedelt. Auf der Westseite mündet der Fluss Neidenelva (finnisch Näätämöjoki) in den Fjord.
Der innerste Teil des Fjords von der Flussmündung bis zum Ort Munkefjord wird Munkefjord genannt.
Die E6 verläuft an der Ostseite des Fjords.